# 이항진
이항진(李沆鎭, 1965년~)는 대한민국의 정치인이다. 제3대 경기도 여주시장이다.

## 개요
대한민국의 환경운동가 출신 정치인이다. 당적은 더불어민주당이다.
1965년 서울특별시에서 태어났고, 서울동북고등학교, 세종대학교 영어영문학과를 졸업하였다.
학생시절에는 운동권에 몸을 담아 야학 교사 등으로 활동하며 노동운동을 했다.
결혼 후 생업에 전념하며 처가인 여주에 정착, 800여 평의 큰 한옥식당을 운영하였다.
그리고 2004년부터 여주환경운동연합 집행위원장을 맡아 본격적인 시민운동을 시작했다.
2014년 제6회 전국동시지방선거에서 새정치민주연합 후보로 여주시의회 의원 선거에 출마하여 당선되었다.
2018년 제7회 전국동시지방선거에서 더불어민주당 후보로 여주시장 선거에 출마하여, 치열한 3파전 속 자유한국당 이충우 후보를 단 309표 차이로 누르고 당선되었다.
당시 현직이었던 원경희 시장이 자유한국당 공천에서 탈락하면서 보수표심이 분산된 덕이 크지만 민주당계 정당의 험지인 여주에서, 그것도 민선 제1, 2대 여주군수인 박용국처럼 보수계열 정당 출신의 전향자도 아니면서, 단번에 시장에 당선되는 기적을 썼다.

## 학력
- 동북고등학교 졸업
- 세종대학교 영어영문학 학사

## 경력
- 1985~1987: 녹지야학 교사
- 2004: 여주 여강길 최초 기획
- 2004~2014: 여주환경운동연합 집행위원장
- 2006: 함께 사는 여주를 위한 이마트 대책위원회 집행위원장
- 2007~2011: 여주중학교 학교폭력 대책 자치위원회 위원
- 2008~2011: 한살림 여주·이천·광주 이사
- 2009: 평화여성회 갈등해결센터 사회갈등분석팀 연구원
- 2011: 서울가정법원 화해권고위원
- 2012: 환경운동연합 4대강 범국민대책위원회 전국상황실장
- 2014.07~2018.06: 제2대 경기도 여주시의회 의원(초선, 가 선거구)
- 2017: 제19대 대통령선거 더불어민주당 문재인 후보 경기도당 여주양평지역위원회 공동선거대책본부장
- 2017~현재: 더불어민주당 환경특별위원회 부위원장
- 2018: 더불어민주당 중앙당 부대변인
- 2018. 7.~2022. 6.: 제3대 경기도 여주시장(초선)
- 2018: 행복실현지방정부협의회 사무총장
- 2019: 전국동주도시교류협의회 회장
- 2019: 지속가능발전 지방정부협의회 부회장
- 2019~현재: 에너지정책 전환을 위한 지방정부협의회 감사
- 2020~현재: 행복실현지방정부협의회 부회장
- 2020~현재: 목민관 클럽 사무총장

## 수상내역
- 2015 경기도시군의회의장협의회 의정활동 평가 행정감사분야 우수의원
- 2017 경기동부권시군의회의장협의회 의정활동 평가 의정활동개선분야 최우수의원
- 2018 경기도시군의회의장협의회 의정활동 평가 행정감사분야 최우수의원
- 2018 자랑스런 세종인상
- 2019 지방재정 우수사례 발표대회 대통령상 (여주시)
- 2019 전국 기초자치단체장 매니페스토 우수사례 경진대회 우수상 (시민 참여 · 마을 자치 분야)
- 2020 전국 기초자치단체장 매니페스토 우수사례 경진대회 최우수상 (일자리 · 고용 개선 분야)
- 2020 적극행정 우수사례 경진대회 대통령상 (여주시)
- 2020 전국 지방자치단체평가 인구 50만 미만 부문 종합 1위 (여주시)
- 2020 대한민국 자치발전대상 기초자치단체장 부문 대상

## 역대 선거 결과
|  | 20.76% |

|  | 33.87% |

|  | 33.32% |

| 전임 원경희 | 제3대 경기도 여주시장(민선) 2018년 7월 1일~2022년 6월 30일 | 후임 이충우 |